# Destiny (Saxon)
Destiny è il nono album del gruppo heavy metal britannico Saxon, pubblicato nel 1988 per l'etichetta discografica EMI.

## Il disco
Destiny è l'unico album dei Saxon in cui il bassista Paul Johnson ha effettivamente suonato, assieme al batterista Nigel Durham, che restituì il posto a Nigel Glockler dopo averlo rilevato nel tour di Rock the Nations. Il disco non ha riscosso un buon successo di pubblico e di critica, perché ritenuto troppo commerciale e radiofonico, con forti influenze AOR. Calm Before the Storm è dedicata a C. E. Byford, lo scomparso padre del cantante, mentre il singolo Ride Like the Wind è una cover del cantante statunitense Christopher Cross.

## Tracce
1. Ride Like the Wind (Cross) - 4:28
2. Where the Lightning Strikes (Byford, Quinn, Oliver) - 4:19
3. I Can't Wait Anymore (Byford, Quinn, Oliver) - 4:24
4. Calm Before the Storm (Byford, Quinn, Oliver) - 3:46
5. S.O.S. (Byford, Quinn, Oliver) - 6:02
6. Song for Emma (Byford, Galfas) - 4:45
7. For Whom the Bell Tolls (Byford, Quinn, Johnson) - 3:54
8. We Are Strong (Byford, Quinn) - 3:55
9. Jericho Siren (Byford, Quinn, Johnson) - 3:36
10. Red Alert (Byford, Quinn, Johnson) - 4:34

### Tracce bonus
1. Live Fast Die Young - 3:47
2. Rock the Nations (live) - 4:39
3. Back on the Streets (live) - 4:00

## Formazione
- Biff Byford - voce
- Paul Quinn - chitarra, chitarra sintetizzata
- Graham Oliver - chitarra
- Paul Johnson - basso
- Nigel Durham - batteria

### Altri musicisti
- Steven Lawes-Clifford - tastiere
- Dave Taggart - voce
- George Lamb - voce
- Phil Caffrey - voce
- Steve Mann - voce